# 電気工作物
電気工作物（でんきこうさくぶつ）とは、発電・変電・送電・配電または電気使用のために設置する機械・器具・ダム・水路・貯水池・電線路その他の工作物である。

## 分類
| 一般用電気工作物 |                                |
| 事業用電気工作物 | 電気事業の用に供する電気工作物 |
| 事業用電気工作物 | 自家用電気工作物               |

### 一般用電気工作物
低圧需要設備
他のものから低圧で受電し、その電気をその構内（これに準ずる区域内を含む）で使用するための電気工作物（小出力発電設備を含む）であって、その構内以外の場所にある電気工作物とは、受電用電線路以外では電気的に接続されていないもの。
小出力発電設備
- 出力50kW未満の太陽電池発電設備
- 出力20kW未満の風力発電設備
- 出力20kW未満でダムを伴わない最大使用水量毎秒 1m3 未満の水力発電設備
- 出力10kW未満の内燃力発電設備
- 出力10kW未満の燃料電池発電設備
- 出力10kW未満のスターリングエンジン発電設備

上記の発電設備であって、同一の構内に2設備以上が電気的に接続され、それらの出力の合計が50kW未満の設備
爆発性や引火性のものが存在する施設は除く。
所有者または占有者に対して保安確保義務が課せられているが、それらの者が電気に関する知識を持っている事はまれであるので、電力供給者に対して電気的状態が適正かどうかの調査義務も課せられている。そのため、委託を受けたものが電気設備技術基準に適合している電気工作物か検査を行い、不適合の場合はとるべき措置およびとらなかった場合に生ずる結果について所有者または占有者に通知することになっている。

### 事業用電気工作物
事業用電気工作物は、「一般用電気工作物以外の電気工作物」として定義されている（法 第38条 第2項）。事業用電気工作物は、さらに一部の電気事業用の電気工作物とそれ以外の自家用電気工作物に分けられる（法 第38条 第3項）。
技術基準への適合義務
電気工作物を技術基準に適合した状態に維持する。
- 発電用水力設備に関する技術基準を定める省令
- 発電用火力設備に関する技術基準を定める省令
- 発電用風力設備に関する技術基準を定める省令
- 発電用太陽電池設備に関する技術基準を定める省令
- 電気設備に関する技術基準を定める省令

自主的な保安義務
保安規程を定め、届け出る。
主任技術者を選任し、有資格者に保安監督を行わせる。ただし、自家用電気工作物の一部については、電気管理技術者・電気保安法人への委託などを行うことができる。

#### 自家用電気工作物
電気事業法における定義は「電気事業の用に供する電気工作物及び一般用電気工作物以外の電気工作物」。
下記のうち、電気事業用電気工作物以外のもの。
- 高圧以上の電圧で受電するもの（高圧需要設備等）。
- 小出力発電設備を除く発電用の電気工作物（発電所）。またその電気工作物と同一の構内に設置するもの。
- その構内以外の場所にある電気工作物と、受電用電線路以外の電線路で電気的に接続されているもの（変電所、開閉所など）。
- 爆発性や引火性のものが存在するため電気工作物による事故が発生する恐れの多い場所に設置するもの。
  - 火薬類取締法第2条第1項に規定する煙火を除く火薬類を製造する事業場。
  - 石炭鉱山保安規則の適用を受ける鉱山のうち、甲種炭鉱または防爆型機器の使用が義務付けられた乙種炭鉱。

なお、電気工事士法における自家用電気工作物は、このうち最大電力500 kW未満の需要設備である。

#### 自家用電気工作物から除かれる電気工作物
電気事業法 第38条 第3項 各号に掲げる下記の電気事業のための電気工作物は、自家用電気工作物から除かれる。
1. 一般送配電事業
2. 送電事業
3. 特定送配電事業
4. 発電事業のうち、特定発電用電気工作物の小売電気事業等用接続最大電力の合計が 2,000,000kW（沖縄電力の供給区域では 100,000kW）を超えるもの

これら自家用電気工作物から除かれる電気工作物は、電気事業の用に供する電気工作物あるいは電気事業用電気工作物と総称される。

## 管理所有形態
- 借室電気室

## 関連法規
- 電気関係法令
- 電気事業法
- 電気工事士法

## 関連資格
- 電気主任技術者
- 電気工事士
- ダム水路主任技術者
- ボイラー・タービン主任技術者